# Discografia di Adam Lambert
La discografia di Adam Lambert è composta da tre album in studio, tre compilation, due EP, e 7 singoli. Lanciato dal talent show American Idol, dal 2009, anno di pubblicazione del suo primo album in studio, ha venduto circa due milioni di album e oltre quattro milioni di singoli.

## Album

### Album in studio
| Anno | Dettagli                                                                                                  | Posizioni massime | Posizioni massime | Posizioni massime | Posizioni massime | Posizioni massime | Posizioni massime | Posizioni massime | Posizioni massime | Posizioni massime | Posizioni massime | Posizioni massime | Posizioni massime | Posizioni massime | Posizioni massime | Posizioni massime | Posizioni massime | Posizioni massime | Certificazioni |
| Anno | Dettagli                                                                                                  | US                | AUS               | AUT               | BEL (Fia)         | BEL (Val)         | CAN               | DNK               | FIN               | FRA               | GER               | IRE               | NED               | NOR               | NZ                | SWE               | SWI               | UK                | Certificazioni |
| ---- | --- | ----------------- | ----------------- | ----------------- | ----------------- | ----------------- | ----------------- | ----------------- | ----------------- | ----------------- | ----------------- | ----------------- | ----------------- | ----------------- | ----------------- | ----------------- | ----------------- | ----------------- | -------------- |
| 2009 | For Your Entertainment - Pubblicato: 23 novembre 2009 - Etichetta: RCA - Formati: CD, download digitale   | 3                 | 5                 | 22                | 56                | —                 | 7                 | 30                | 4                 | 106               | 16                | 60                | 25                | —                 | 5                 | 8                 | 34                | 36                |                |
| 2012 | Trespassing - Pubblicato: 15 maggio 2012 - Etichetta: RCA - Formati: CD, download digitale                | 1                 | 10                | 28                | 64                | 132               | 1                 | 10                | 2                 | —                 | 28                | —                 | 30                | 32                | 4                 | 20                | 35                | 16                |                |
| 2015 | The Original High - Pubblicato: 16 giugno 2015 - Etichetta: Warner Bros. - Formati: CD, download digitale | 3                 | 4                 | 3                 | 4                 | 20                | 4                 | 10                | 6                 | 51                | 8                 | —                 | —                 | —                 | —                 | —                 | —                 | —                 |                |

### Compilation
| Anno                                                           | Dettagli                                                                                                  | Posizioni massime | Vendite |
| Anno                                                           | Dettagli                                                                                                  | US                | Vendite |
| -------------------------------------------------------------- | --- | ----------------- | ------- |
| 2009                                                           | Season 8 Favorite Performances - Pubblicato: 30 giugno 2009 - Etichetta: RCA - Formati: download digitale | —                 |         |
| 2009                                                           | Take One - Pubblicato: 17 novembre 2009 - Etichetta: Rufftown - Formati: CD, download digitale            | 72                |         |
| 2011                                                           | Beg for Mercy - Pubblicato: 18 ottobre 2011 - Etichetta: Colwel Platinum - Formati: CD, download digitale | —                 |         |
| "—" indica che il singolo non si è classificato in quel Paese. | |                   |         |

### EP
| Anno                                                           | Dettagli                                                                                       | Posizioni massime | Vendite |
| Anno                                                           | Dettagli                                                                                       | US                | Vendite |
| -------------------------------------------------------------- | ---------------------------------------------------------------------------------------------- | ----------------- | ------- |
| 2010                                                           | Remixes - Pubblicato: 9 aprile 2010 - Etichetta: RCA - Formati: download digitale              | —                 |         |
| 2010                                                           | Acoustic Live! - Pubblicato: 6 dicembre 2010 - Etichetta: RCA - Formati: CD, download digitale | 126               |         |
| "—" indica che il singolo non si è classificato in quel Paese. |                                                                                                |                   |         |

### Album dal vivo
| 2011                                                           | Glam Nation Live - Pubblicato: 22 marzo 2011 - Etichetta: RCA - Formati: CD, DVD, download digitale | — | 32 | 94 | 99 | 14 | — |  |
| "—" indica che il singolo non si è classificato in quel Paese. | |   |    |    |    |    |   |  |

## Singoli
| Anno                                                           | Titolo                                | Posizioni massime | Posizioni massime | Posizioni massime | Posizioni massime | Posizioni massime | Posizioni massime | Posizioni massime | Posizioni massime | Posizioni massime | Posizioni massime | Posizioni massime | Posizioni massime | Posizioni massime | Posizioni massime | Posizioni massime | Posizioni massime | Album                  |
| Anno                                                           | Titolo                                | US Hot 100        | AUS               | AUT               | BEL (Fia)         | BEL (Val)         | CAN               | DNK               | FIN               | FRA               | GER               | NED               | NOR               | NZ                | SWE               | SWI               | UK                | Album                  |
| -------------------------------------------------------------- | ------------------------------------- | ----------------- | ----------------- | ----------------- | ----------------- | ----------------- | ----------------- | ----------------- | ----------------- | ----------------- | ----------------- | ----------------- | ----------------- | ----------------- | ----------------- | ----------------- | ----------------- | ---------------------- |
| 2009                                                           | For Your Entertainment                | 61                | 32                | —                 | —                 | —                 | 23                | —                 | 5                 | —                 | —                 | —                 | —                 | 10                | —                 | —                 | 36                | For Your Entertainment |
| 2009                                                           | Whataya Want from Me                  | 10                | 4                 | 4                 | 102               | 119               | 3                 | 12                | 2                 | 7                 | 5                 | 23                | 18                | 4                 | 8                 | 6                 | 53                | For Your Entertainment |
| 2010                                                           | If I Had You                          | 30                | 4                 | 50                | 50                | —                 | 8                 | —                 | 9                 | —                 | 36                | —                 | —                 | 7                 | —                 | —                 | —                 | For Your Entertainment |
| 2011                                                           | Better Than I Know Myself             | 76                | 83                | —                 | 65                | —                 | 56                | —                 | 6                 | —                 | 88                | —                 | —                 | 40                | —                 | —                 | —                 | Trespassing            |
| 2012                                                           | Never Close Our Eyes                  | —                 | —                 | 56                | 73                | —                 | 62                | —                 | 11                | —                 | —                 | —                 | —                 | 24                | —                 | —                 | 17                | Trespassing            |
| 2012                                                           | Trespassing                           | —                 | —                 | —                 | —                 | —                 | —                 | —                 | —                 | —                 | —                 | —                 | —                 | —                 | —                 | —                 | —                 | Trespassing            |
| 2015                                                           | Ghost Town                            | 64                | 2                 | 10                | 80                | 67                | 57                | —                 | 13                | —                 | 11                | 8                 | —                 | 27                | 25                | 50                | 71                | The Original High      |
| 2015                                                           | Another Lonely Night                  | —                 | 107               | —                 | —                 | —                 | —                 | —                 | 29                | —                 | —                 | —                 | —                 | —                 | —                 | —                 | —                 | The Original High      |
| 2016                                                           | Welcome to the Show (featuring Laleh) | —                 | —                 | —                 | —                 | —                 | —                 | —                 | —                 | —                 | —                 | —                 | —                 | —                 | —                 | —                 | —                 | Non-album singles      |
| 2017                                                           | Two Fux                               | —                 | —                 | —                 | —                 | —                 | —                 | —                 | —                 | —                 | —                 | —                 | —                 | —                 | —                 | —                 | —                 | Non-album singles      |
| "—" indica che il singolo non si è classificato in quel Paese. |                                       |                   |                   |                   |                   |                   |                   |                   |                   |                   |                   |                   |                   |                   |                   |                   |                   |                        |

### Singoli promozionali
| 2009                                                           | No Boundaries     | 72 | Nessuno |
| 2009                                                           | Time for Miracles | 50 | 2012    |
| "—" indica che il singolo non si è classificato in quel Paese. |                   |    |         |

### Singoli locali[20]
- Fever - pubblicato in Asia e Australia
- Sure Fire Winners - pubblicato in Nuova Zelanda
- Aftermath - pubblicato in Finlandia
- Sleepwalker - pubblicato in Canada

### Altri brani in classifica
| 2009 | Mad World                                                      | 19 | Season 8 Favorite Performances |
| 2009 | A Change Is Gonna Come                                         | 56 | Season 8 Favorite Performances |
| 2009 | One                                                            | 82 | Season 8 Favorite Performances |
| 2009 | "—" indica che il singolo non si è classificato in quel Paese. |    |                                |

## Videografia

### Video
- 2009 - Time for Miracles
- 2009 - For Your Entertainment
- 2010 - Whataya Want from Me
- 2010 - If I Had You
- 2012 - Better Than I Know Myself
- 2012 - Never Close Your Eyes